# Kifanya
Kifanya è una circoscrizione rurale (rural ward) della Tanzania situata nel distretto urbano di Njombe, regione di Njombe. Conta una popolazione di 9 011 abitanti (censimento 2012).